# Liste du patrimoine immobilier classé de Hensies
Cette page regroupe l'ensemble du patrimoine immobilier classé de la ville belge de Hensies.
| Objet                                                                         | Année de construction / Architecte | Adresse | Section communale | Coordonnées                      | Numéro d’inventaire | Illustration                                                                  |
| ----------------------------------------------------------------------------- | ---------------------------------- | ------- | ----------------- | -------------------------------- | ------------------- | ----------------------------------------------------------------------------- |
| Ecluse de Débihan sur la Haine (M) et alentours (S) (+ BERNISSART/Pommeroeul) |                                    |         |                   | 50° 26′ 42″ nord, 3° 45′ 03″ est | 53039-CLT-0001-01   | Ecluse de Débihan sur la Haine (M) et alentours (S) (+ BERNISSART/Pommeroeul) |
| Orgues de l'église Saint-Martin                                               |                                    |         |                   | 50° 25′ 44″ nord, 3° 44′ 21″ est | 53039-CLT-0004-01   | Image manquanteTéléverser                                                     |